# 尾山半羽花介
尾山半羽花介（学名：Hemicytherura kajiyamai）为尾花介科半羽花介屬下的一个种。